# Kevin Young
Kevin Young - (n. el 16 de septiembre de 1966 en Los Ángeles, California) es un atleta estadounidense retirado especialista en la prueba de 400 m vallas. En los Juegos Olímpicos de Barcelona 1992 ganó la medalla de oro y estableció una nueva plusmarca mundial con 46,78 s. El 1 de julio de 2021 fue superada por Warholm con 46,70 s.

## Trayectoria
Estudió en la Universidad de California (UCLA), donde destacó ganando los Campeonatos Universitarios de la NCAA en 1987 y 1988. 
Su debut internacional se produjo en los Juegos Panamericanos de 1987 disputados en Indianápolis, Estados Unidos. Allí finalizó segundo con 48.74 s. Ese mismo año su mejor marca fueron 48.15 s hechos en Lausanne, Suiza, y fue la quinta mejor marca del mundo de esa temporada.
En 1988 consiguió en Indianápolis clasificarse para acudir a los Juegos Olímpicos de Seúl. En Indianápolis hizo precisamente su mejor marca hasta ese momento con 47.72 s.
En Seúl, con 22 años se clasificó para la final y acabó en cuarto lugar con 47.94 s, justo por detrás de su compatriota el mítico Edwin Moses que hizo 47.56 s. Edwin Moses era el poseedor de la plusmarca mundial con 47.02 s desde 1983.
En 1989 Kevin Young fue líder del escalafón mundial con 47.86 s hechos en Berlín, Alemania.
En los Campeonatos del Mundo de Tokio 1991 de nuevo tuvo que conformarse con la cuarta posición con una marca de 48.01 s, lejos del ganador Samuel Matete de Zambia. Parecía que se le resistían las medallas.
Todo eso cambió en 1992, su gran año. Ganó su primer campeonato de Estados Unidos y llegó imbatido a los Juegos Olímpicos de Barcelona 1992. El 6 de agosto en el Estadio Olímpico de Barcelona Kevin Young consiguió la medalla de oro y sorprendió a todo el mundo batiendo la vieja plusmarca mundial que Edwin Moses tenía desde 1983. Con 46.78 s Kevin Young se convirtió en el primer hombre en bajar la barrera de los 47 segundos en esta prueba, y su marca permaneció vigente durante 29 años, hasta el 1 de julio de 2021. Le sacó 88 centésimas al medallista de plata Winthrop Graham de Jamaica.
La clave de la marca estuvo en su técnica innovadora, que consistía en realizar 12 pasos entre algunas vallas en lugar de los 13 que son habituales. Esto ya lo había intentado Edwin Moses pero Kevin Young consiguió hacerlo de manera perfecta.
En 1993 ganó su segundo título de campeón de Estados Unidos. Poco antes de los Campeonatos del Mundo de Stuttgart fue batido por el corredor de Zambia Samuel Matete, que ponía fin a una racha de 25 victorias consecutivas. Sin embargo en Stuttgart, Young demostró su categoría y logró la medalla de oro con una gran marca de 47.18 s, superando en 42 centésimas a Matete.
Tras este año, Kevin Young siguió compitiendo por algún tiempo aunque ya muy lejos de su mejor nivel y no volvería a tener ningún resultado ni marca destacable.